# Гостилицкий заказник
Гостилицкий заказник — государственный природный ботанический заказник. Расположен на территории Ломоносовского района Ленинградской области, в 14 км западнее Ропши, на границе деревни Гостилицы. Площадь заказника — 1599,5 га, площадь охранной зоны — 616,8 га.

## История
Заказник создан решением исполнительного комитета Ленинградского областного Совета народных депутатов от 29 марта 1976 года. Постановлением правительства Ленинградской области от 11 марта 2011 года этот статус был подтверждён.
Цели создания заказника — сохранение эталона лесной растительности Ордовикского плато — коренных южно-таёжных неморальнотравных лесов, сохранение видов растений, грибов и животных, занесённых в Красные книги.

## Физико-географическое описание
Территория заказника находится у естественной северной границы Ижорского плато, носящей название Балтийско-Ладожский уступ, который представляет собой относительно пологий склон шириной до 2 км. В пределах плато формируются своеобразные дерново-карбонатные почвы, богатые питательными веществами. На таких почвах развиты «сложные ельники» — редкие в Ленинградской области леса, в составе которых наряду с елью значительно участие широколиственных пород — липы и клёна, а в подлеске обычна лещина.
Водоемы и водотоки в Гостилицком заказнике отсутствуют. В его западной части есть несколько дренажных канав и небольшие болота. В охранной зоне заказника находятся истоки несколько рек и ручьев, в том числе река Рудица. В центральной части имеется система болот, отделённых друг от друга узкими гривами, иногда они соединены друг с другом перемычками.
Список растений, произрастающих в заказнике, включает 314 видов, относящихся к 63 семействам. Во флоре выявлено два вида, внесенных в «Красную книгу Российской Федерации (растения и грибы)» и в «Красную книгу природы Ленинградской области (растения и грибы)» — венерин башмачок настоящий (Cypripedium calceolus) и пальцекорник балтийский (Dactylorhiza baltica). Среди травянистых видов — печёночница, зеленчук жёлтый, воронец колосистый, медуница.
В заказнике обитают 106 видов птиц. В Красные книги занесены 12 видов птиц: белоспинный дятел (Dendrocopos leucotos), белый аист (Ciconia ciconia), болотная сова (Asio flammeus), большой кроншнеп (Numenius arquata), коростель (Crex crex), обыкновенная пустельга (Falco tinnunculus), обыкновенный сверчок (Locustella naevia), ореховка (Nucifraga caryocatactes), полевой лунь (Circus cyaneus), серый сорокопут (Lanius excubitor), скопа (Pandion haliaetus), трёхпалый дятел (Piciodes tridactylus). Обитает в заказнике и серый журавль. Из зверей встречаются енотовидная собака, лисица, лесная куница, бурый медведь, волк и барсук; из копытных многочисленны лось и кабан, изредка заходит косуля.
В составе микобиоты заказника зарегистрирован один вид, внесенный в «Красную книгу природы Ленинградской области (растения и грибы)» — сыроежка лавровишневая (Rassula laurocerasi).

## Антропологическое воздействие
Заказник пересекает автомобильная дорога общего пользования Лопухинка — Зрекино (Гостилицы) длиной 4,4 км. По восточной границе проходит автомобильная дорога общего назначения Большая Ижора — Черемыкино — Мга — Кировск.
Территория заказника не населена. На территории заказника запрещается: самовольная рубка деревьев и кустарников, установка палаток и разведение костров вне специально отведённых мест, устройство свалок, загрязнение территории, сбор ботанических, зоологических и минералогических коллекций, сбор, добыча охраняемых видов растений, грибов и животных.

## Галерея
- Информационный стенд в заказнике
- Поле на границе заказника
- Ель (Picea abies)
- Фиалка топяная (Viola uliginosa)
- Трутовик окаймлённый (Fomitopsis pinicola)
- Трутовик берёзовый (Fomitopsis betulina)
- Цветущий вороний глаз (Paris quadrifolia)
- Кокон насекомого